# La Machine (association)
Pour les articles homonymes, voir La Machine.
La Machine est une compagnie de théâtre de rue fondée en 1999 et dirigée par François Delarozière.
Elle est née de la collaboration d’artistes, techniciens et décorateurs de spectacles, autour de la construction d’objets de spectacle atypiques. La Machine est à l'origine de nombreux projets aussi bien dans le domaine de l’aménagement urbain, avec les Machines de l'île (Le Grand éléphant et le Carrousel des mondes marins) à Nantes ou le Manège Carré Sénart, que de celui du spectacle de rue (Les Mécaniques Savantes, Le Grand Répertoire des Machines, La Symphonie Mécanique, L’Expédition Végétale, Le Dîner des Petites Mécaniques…).

## Histoire

### Installation toulousaine
En 2014, La Compagnie La Machine débute, avec le soutien de l’agglomération toulousaine, l'installation d'un nouveau lieu de création et de diffusion, la Halle de La Machine, au bord de la piste de l'Aéropostale, dans le quartier de Montaudran à Toulouse. Un ensemble des 200 machines de spectacle de la compagnie y sont exposées et mises en mouvement. Dans le cadre de ce projet, la Cie La Machine a créé et fabriqué une machine monumentale, un « Minotaure » nommé Astérion. Cette machine est une architecture en mouvement protagoniste d’une nouvelle création de grande envergure intitulée Le Gardien du Temple. À l'issue du spectacle, elle a élu domicile à la Halle de La Machine et permet d’embarquer du public à son bord. Le Minotaure a été financé par Toulouse Métropole à 90 %. Ce projet accompagne le chantier de réhabilitation urbaine de la zone Montaudran Aerospace mené par l’architecte David Mangin. Il a pour mission de dynamiser ce nouveau quartier de Toulouse mais aussi de renforcer l’attractivité culturelle et touristique de la ville rose.
Ce projet était porté par l’équipe municipale de Pierre Cohen (PS). Il était vivement critiqué par l’opposition et Jean-Luc Moudenc, député UMP de Haute-Garonne et maire actuel, qui condamnait ce financement à hauteur de 90 %, alors même que la compagnie privée, et non la collectivité publique, restera propriétaire de l'œuvre et bénéficiera de l'essentiel des droits sur les produits dérivés,. Finalement, le projet a été adopté par Jean-Luc Moudenc et le spectacle Le Gardien du Temple, mettant en scène le "Minotaure" s'est déroulé du 1er au 4 novembre 2018 dans les rues de Toulouse. La Halle de La Machine implantée sur la Piste des Géants dans le quartier de Montaudran, a ouvert une semaine après, avec un grand week-end d'inauguration les 9, 10 et 11 novembre 2018.

## Administration et réalisation
En 2013, l'administration de La Machine est composée de François Delarozière (directeur artistique), Bertrand Bidet (directeur technique et commercial), Frédette Lampre (chargée de diffusion et des partenariats), Marie Saunier-Luce (administratrice de spectacle).
Pour réaliser ses constructions, la compagnie La Machine s’est dotée d'un atelier à Nantes et un autre à l'Usine, à Tournefeuille. De multiples métiers y sont représentés, du spectacle aux métiers d’art en passant par l’industrie et les techniques de pointe. 
Dans le cadre du projet de Toulouse-Montaudran, La Machine a créé une nouvelle entité juridique dirigée administrativement par Betty Toustou assistée de Guillaume Tardieu.

## Créations

### Aménagements urbains existants
- Les Machines de l'île de Nantes :
  - le Grand éléphant
  - la branche prototype de l'Arbre aux Hérons
  - le Carrousel des mondes marins
- Manège Carré Sénart
- Manège d'Andréa
- Les « Animaux de la place », Place Napoléon à La Roche-sur-Yon
- La Halle de La Machine à Toulouse

### Spectacles
Cette section ne s'appuie pas, ou pas assez, sur des sources secondaires ou tertiaires indépendantes du sujet. Le texte peut contenir des analyses inexactes ou inédites de sources primaires.
Pour l'améliorer, ajoutez-en, ou placez des modèles {{Source secondaire souhaitée}} ou {{Source secondaire nécessaire}} sur les passages mal sourcés. (janvier 2025)
- 1er Coup de Pelleteuse, créé en 2012 dans le cadre d’accompagnement du projet d’aménagement urbain de La Roche-sur-Yon.
- L’Expédition Végétale, crée en 2011 et coproduit par la DGCA, les CNAR de Niort et d’Angers, l’ENSAN de Nantes, donnée en sortie d’atelier en Allemagne à Dessau-Rosslau, puis en première à Anvers, ce spectacle est en tournée européenne en 2013.
- Le Dîner des Petites Mécaniques crée en 2010 avec le soutien de l’Abbaye de Fontevraud et du Channel, scène nationale de Calais
- Flammes : installation de rue créée par Pierre De Mecquenem et née au Channel de Calais en décembre 2007, mélange de feu (braseros, cahutes à poêles, bougies, bûchers) et feux d'artifice.
- Les Mécaniques Savantes : spectacle mettant en scène, dans les rues, deux araignées géantes et présenté en 2008 à Liverpool lors de la nomination de la ville comme capitale européenne de la culture, puis à Yokohama en 2009 pour le 150e anniversaire du port. La musique du spectacle est de Dominique Malan et les effets de Thierry Loridant.
- La Symphonie Mécanique : spectacle alliant la musique classique et les sonorités mécaniques de machines à musique comme la cocotte à flûte, le piano culbuté ou la Groovagaz. Cette pièce philarmotechnique a été coécrite avec Mino Malan.
- Le Grand Répertoire des Machines : exposition-spectacle présentée entre 2003 et 2006 à Nantes, Calais, Toulouse, Anvers, Marseille et Paris.
- Long Ma, l'esprit du cheval dragon, à l'occasion du jubilé des liens diplomatiques franco-chinois, le 17 octobre 2014 à Pékin
- L’Esprit du Cheval Dragon, les ailes dérobées, du 27 au 30 juillet 2017 à Ottawa, dans le cadre du 150e anniversaire de la Confédération canadienne[6].
- Le Gardien du Temple, mettant en scène, Astérion le "Minotaure" s’est déroulé du 1er au 4 novembre 2018 dans les rues de Toulouse.
- Long Ma, lors de son passage à Toulouse les 16 et 17 avril 2022, le spectacle s’est déroulé sur la piste des Géants (ancienne piste historique de l’aéropostale), dans le quartier Montaudran.
- Le Gardien du Temple - Opus 2 : la porte des ténèbres, présentant Lilith, la femme-scorpion aux côté d'Astérion, le Minotaure et d'Ariane, l’Araignée, du 25 au 27 octobre 2024 dans les rues de Toulouse[7][source insuffisante].

### Projets en cours
- L’Arbre aux Hérons : il s'agit d'un arbre en acier de 35 m de haut et de 50 m de diamètre. Les branches formeront un jardin suspendu, avec différents thèmes végétaux. Le public pourra s'y promener, les branches étant reliées entre elles par des passerelles, des escaliers et des plates-formes. Deux hérons de métal de 15 m d'envergure seront posés au sommet de l'arbre. Ils pourront accueillir des passagers dans des nacelles accrochées sur leur dos et sous leurs ailes. Les oiseaux, fixés chacun à l'axe de l'arbre par un bras de grue articulé, s’envoleront et déploieront leurs ailes pour un vol circulaire à 45 m du sol. Une branche prototype de cet arbre peut être visitée aux Machines de l'île. Le projet est au stade de l'étude technique et l'arbre sera situé dans l'ancienne Carrière de Miséry dans le Bas-Chantenay. Le projet a été annulé par la mairie de Nantes en septembre 2022[8].
- Dans le cadre d'un projet d'aménagement urbain, la ville de Calais a demandé à La Machine de développer un bestiaire de reptiles géants qui sera composé de machines sur lesquelles le public sera invité à prendre place. La première machine est arrivée le 1er novembre 2019 dans un spectacle inaugural de 3 jours. Il s'agit du Dragon de Calais sur le front de mer, donnant naissance à La Compagnie du Dragon qui en assurera l'exploitation. Il sera rejoint plus tard par des varans et plusieurs iguanes dans des lieux stratégiques du territoire de Calais.

### Divers
- Vitrine mécanique : afin de raconter, par l'intermédiaire d'une sélection d'objets, son histoire et celle de ses conservateurs, le muséum d'histoire naturelle de Nantes a demandé à François Delarozière de créer une vitrine. Celle-ci, installée au milieu de la Galerie des sciences de la Terre, fabriquée en verre et en métal, s'ouvre grâce à un système de treuils et de câbles.

## Galerie

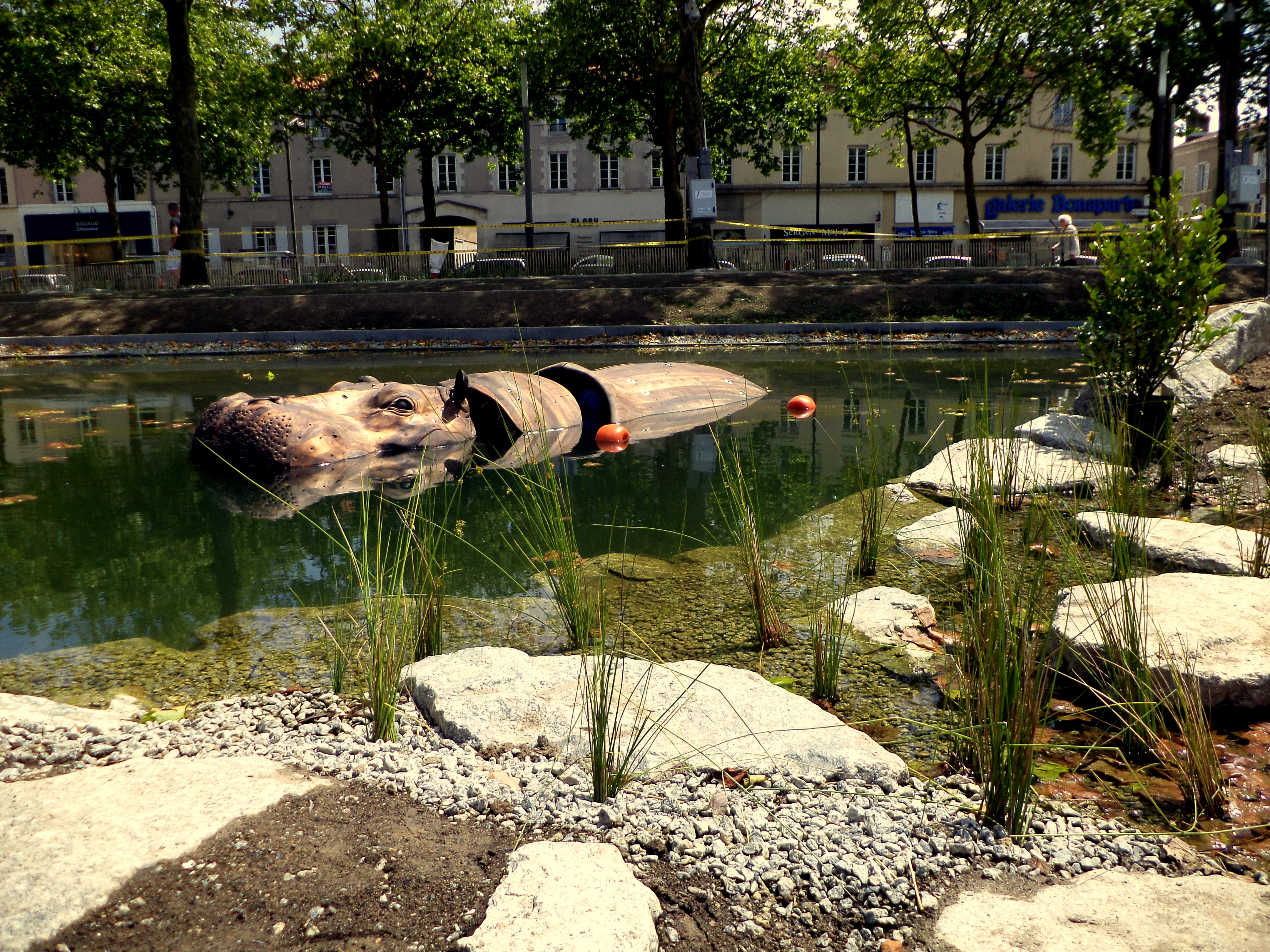
Hippopotame des animaux de la place Napoléon à La Roche-sur-Yon
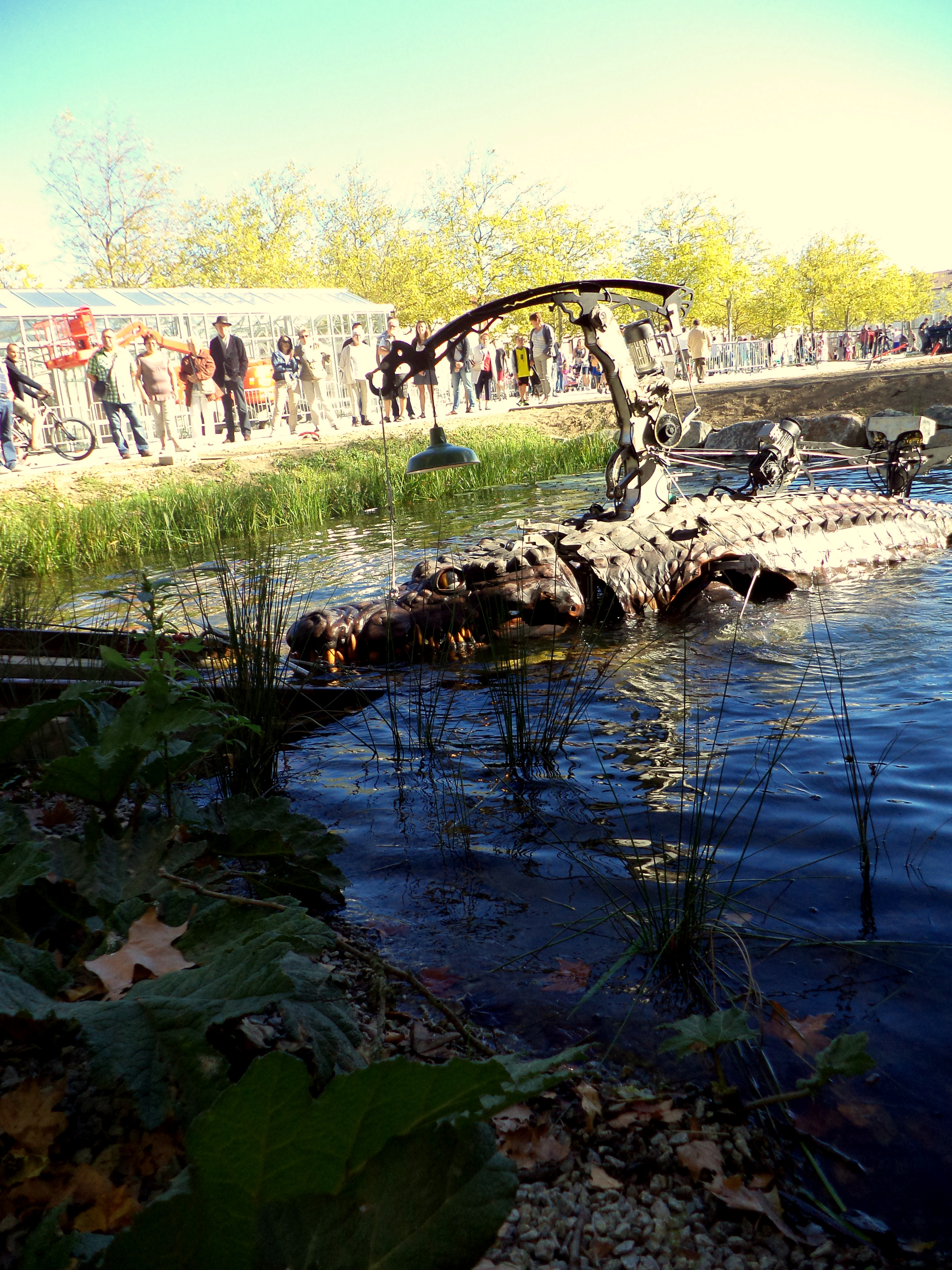
Crocodile des animaux de la place Napoléon à La Roche-sur-Yon
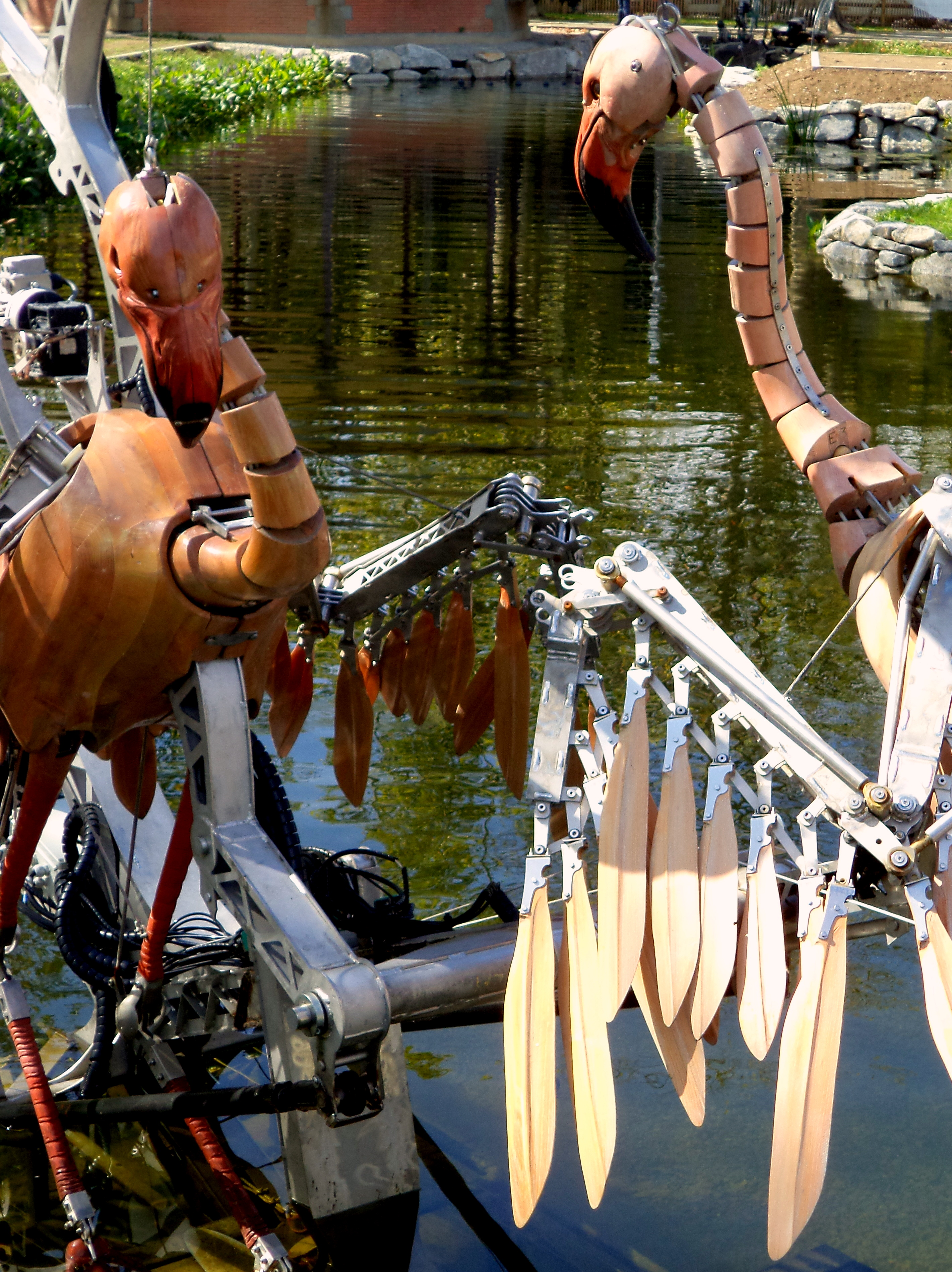
Flamants-roses des animaux de la place Napoléon à La Roche-sur-Yon
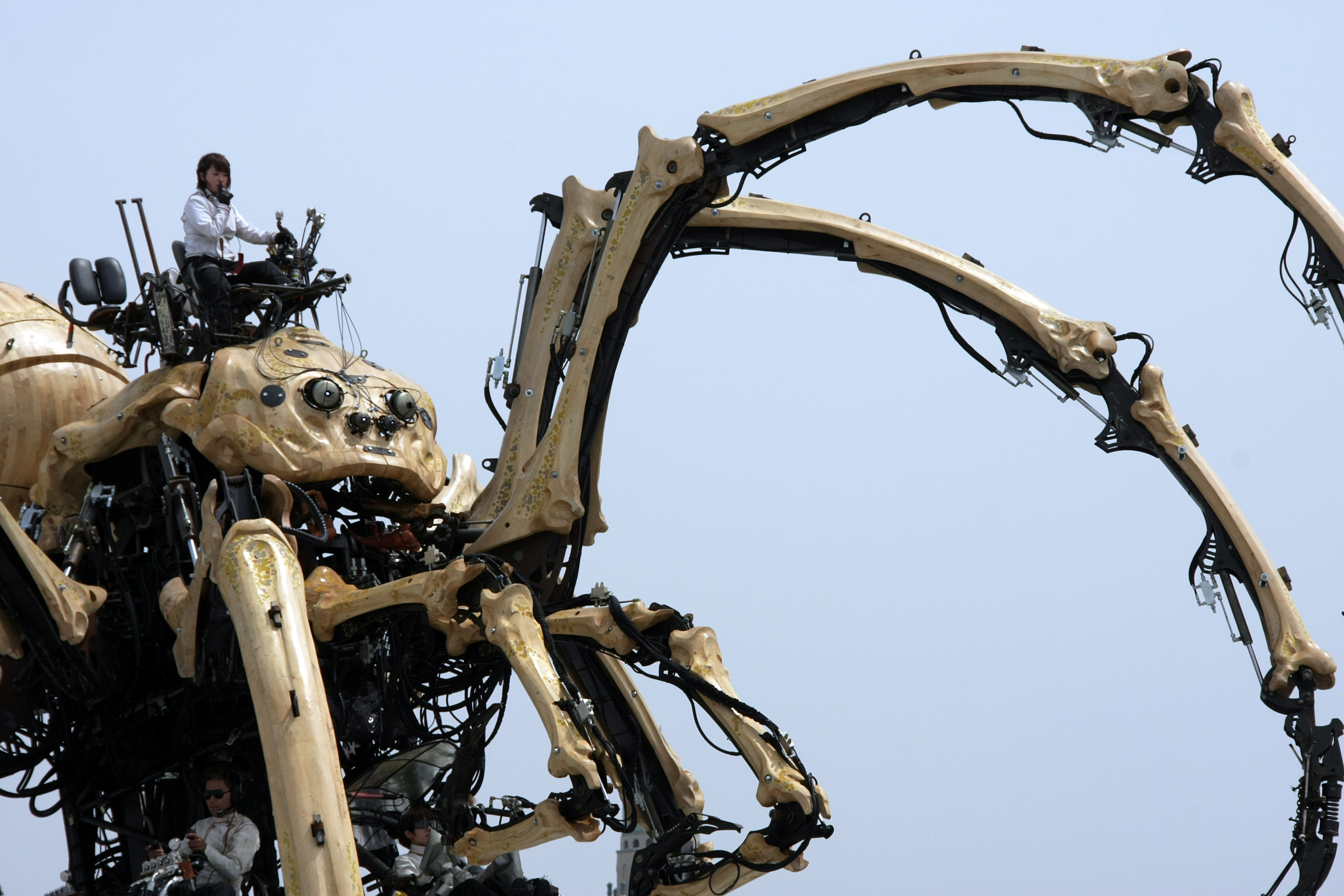
Une des araignées des Mécaniques Savantes, à Yokohama
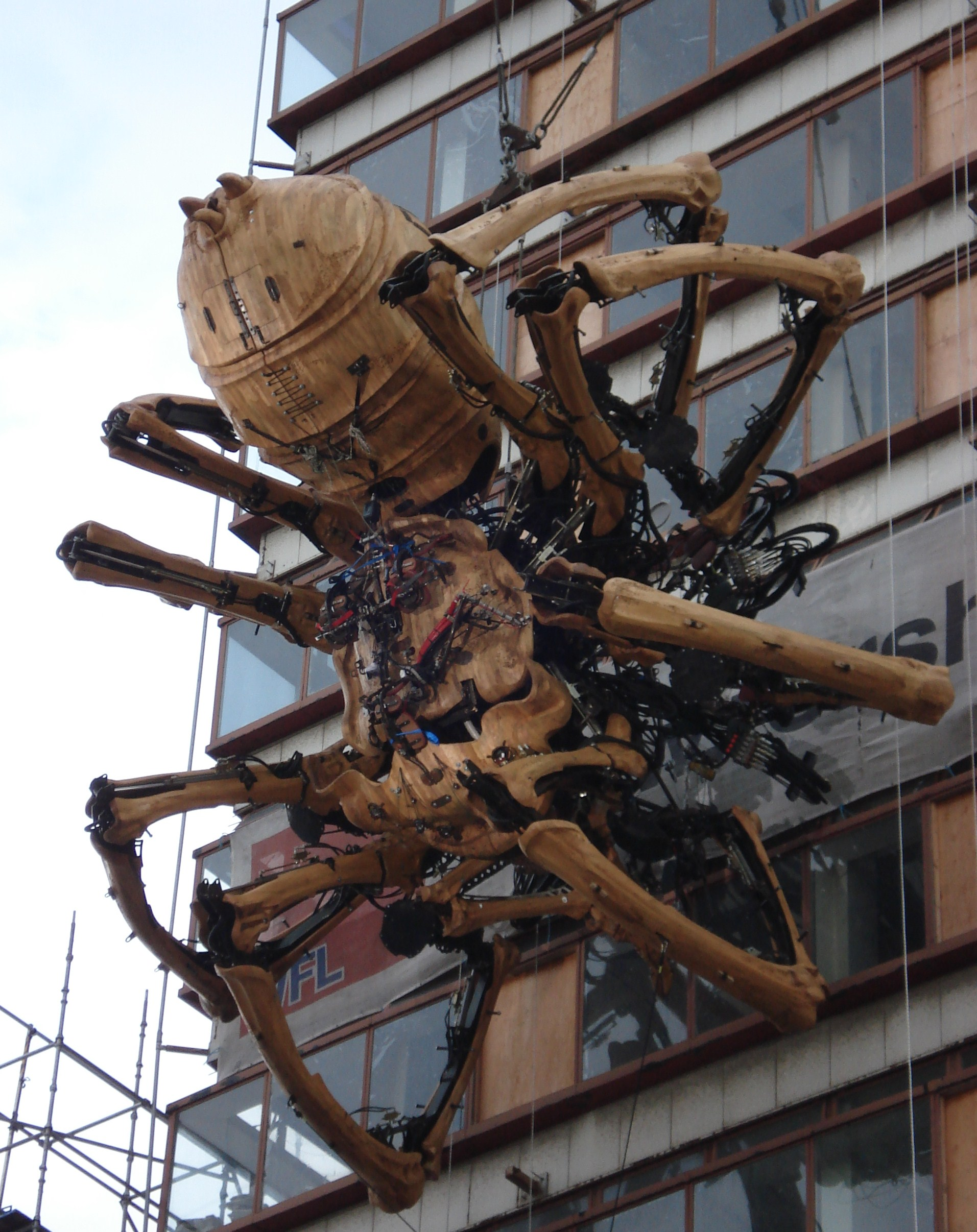
Une des araignées des Mécaniques Savantes, à Liverpool
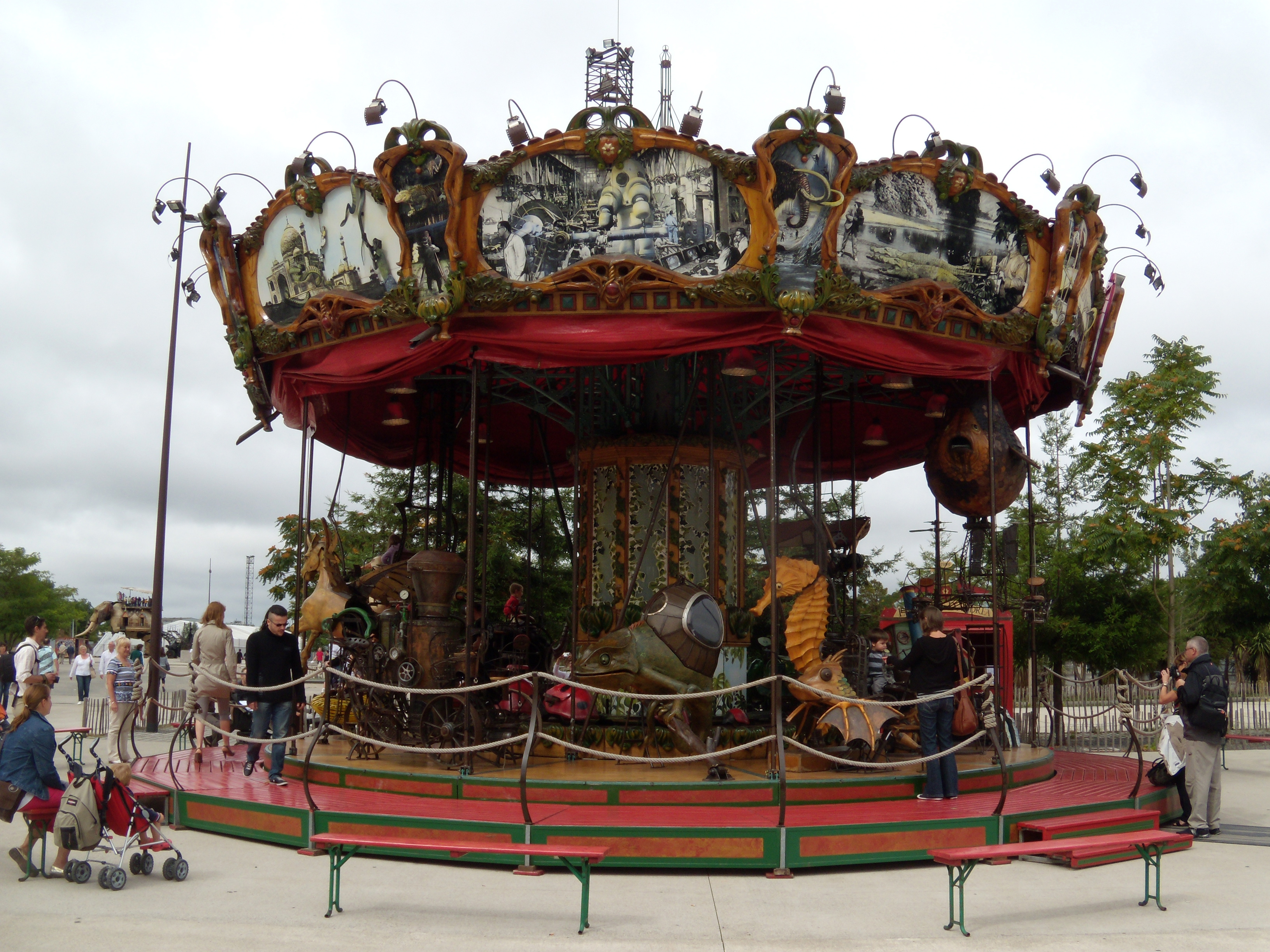
Le Manège d'Andréa
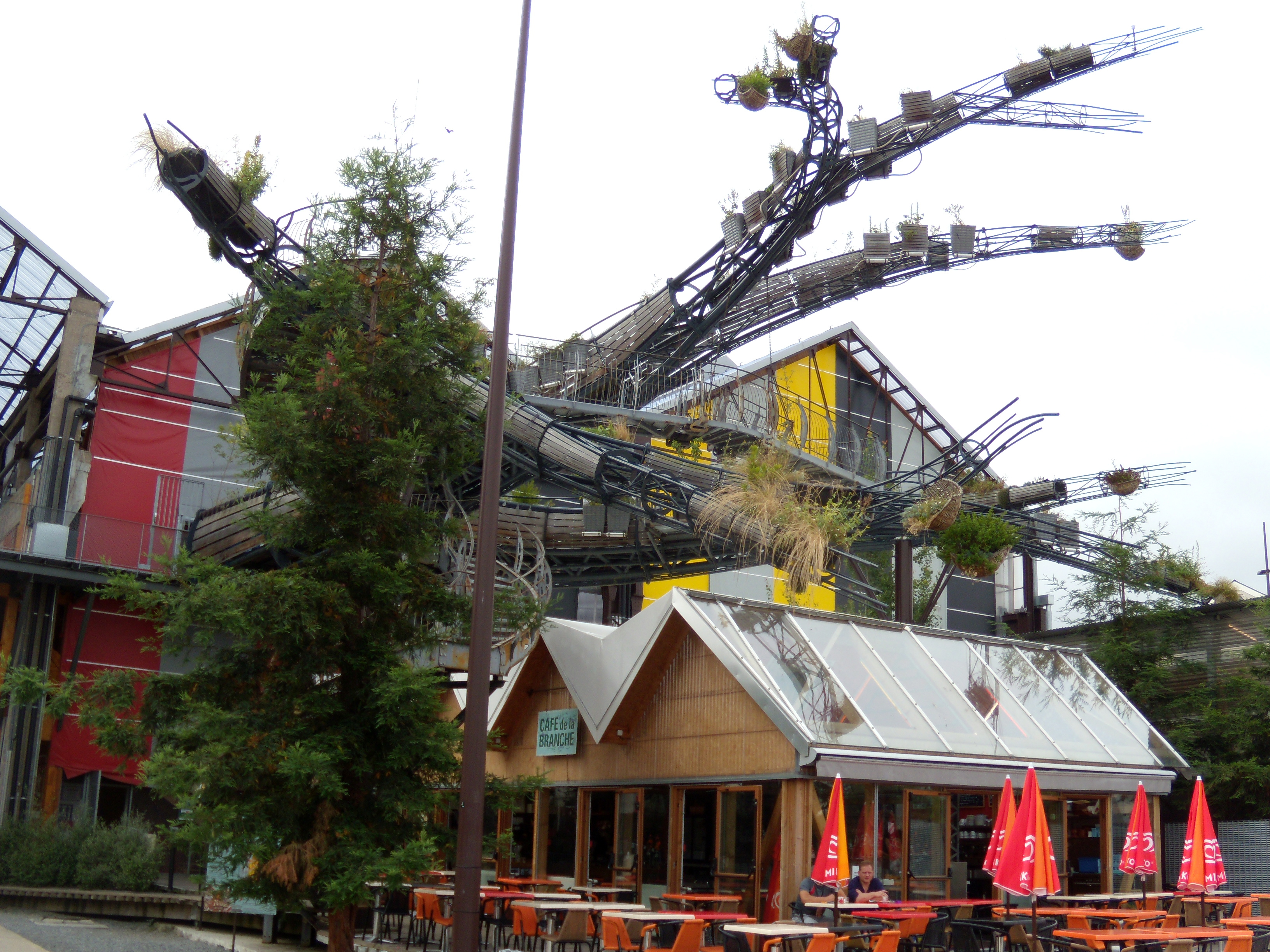
La branche prototype de l'Arbre aux Hérons
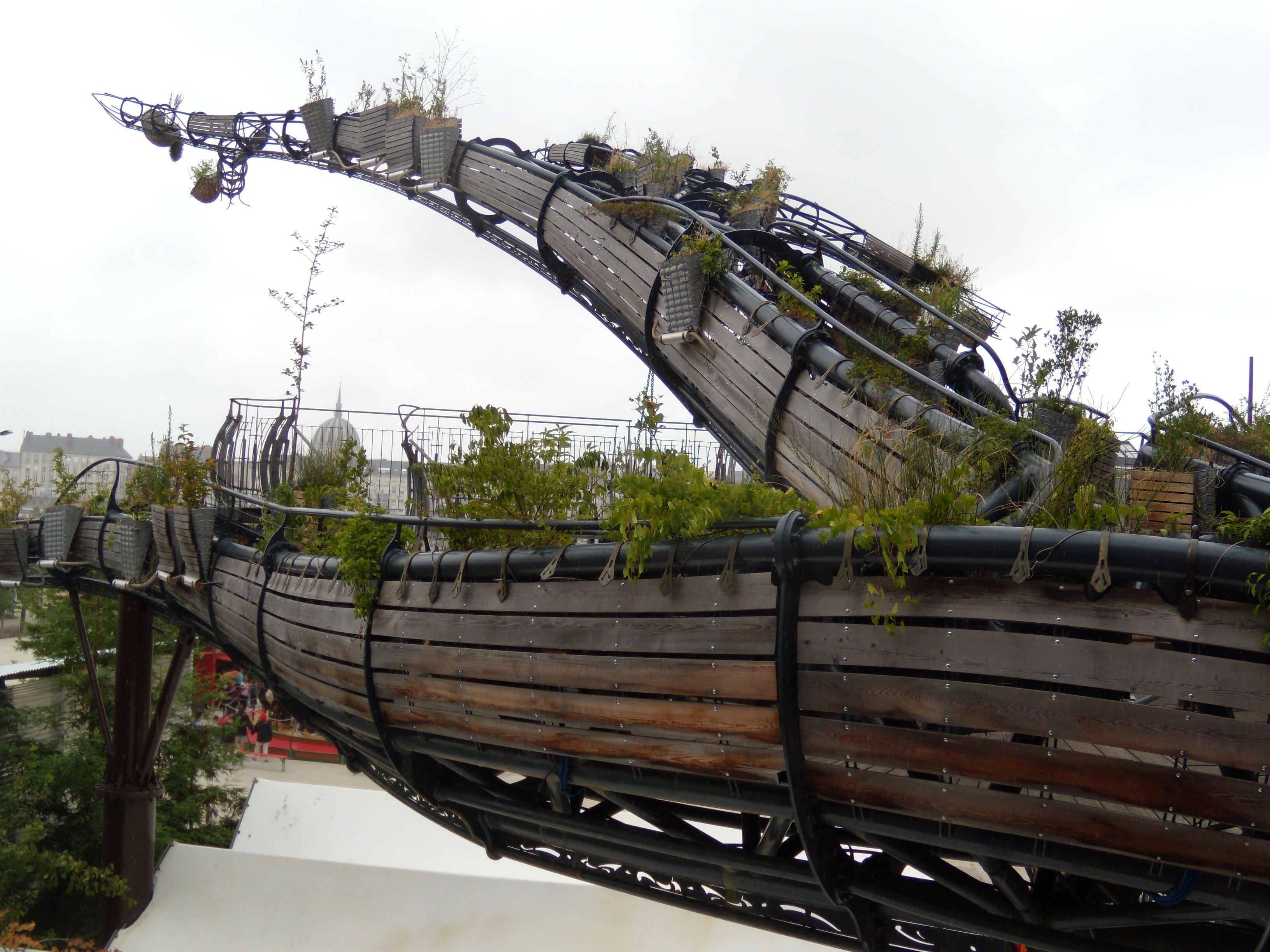
La branche prototype de l'Arbre aux Hérons
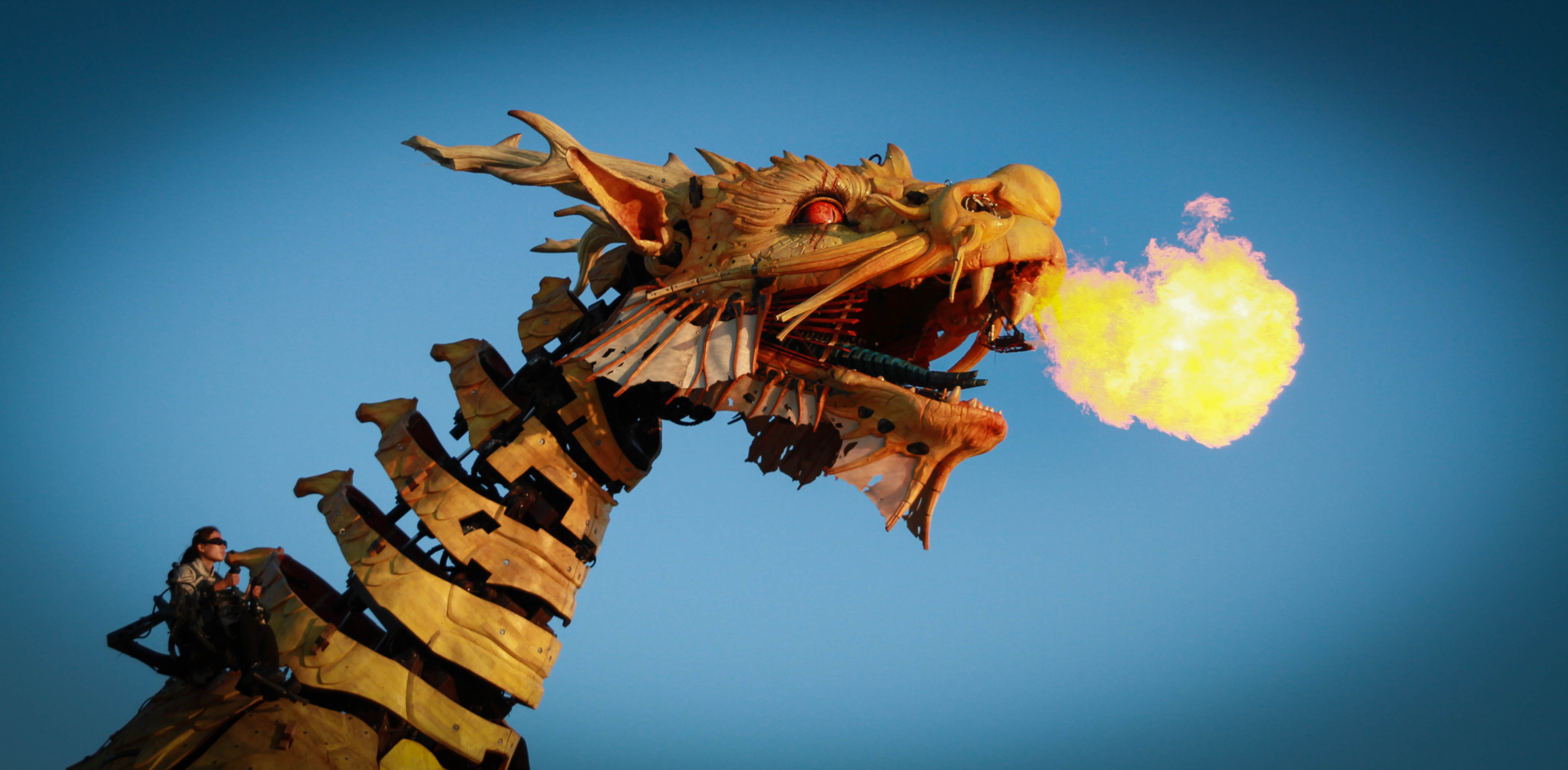
Long Ma, L’esprit du Cheval Dragon
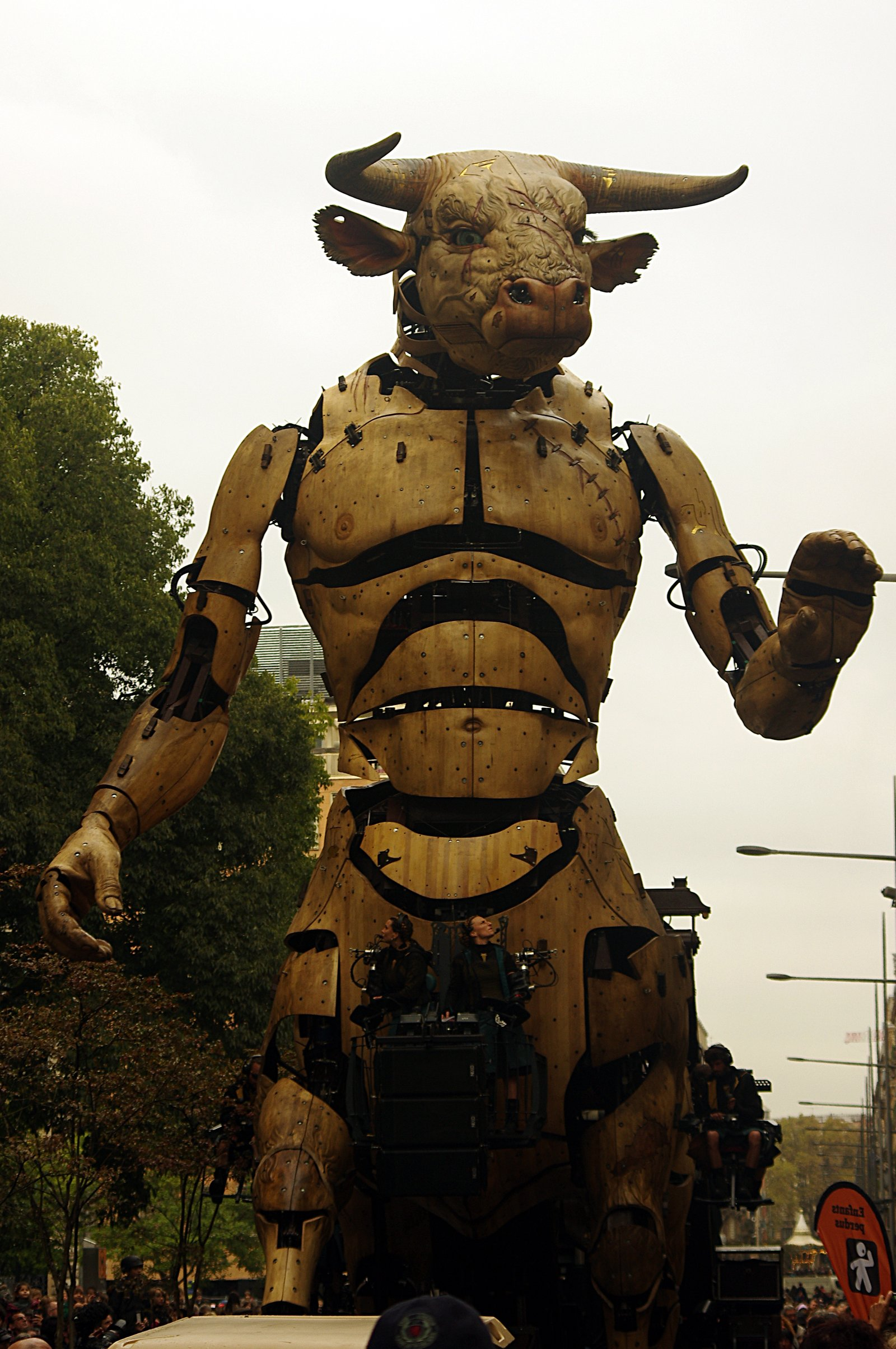
Le Minotaure, Toulouse